# The Righteous Mind
The Righteous Mind: Why Good People are Divided by Politics and Religion est un livre de psychologie morale publié en 2012 par Jonathan Haidt. Dans ce livre, Haidt traite de la morale humaine en rapport avec la politique et la religion. Haidt tente de parvenir à un terrain d'entente entre la droite et la gauche. Haidt soutient que les gens sont trop prompts à dénigrer le point de vue des autres partis, sans prendre pleinement en considération leur point de vue.

## Réception
Le livre a reçu des critiques positives et a été un best-seller du New York Times.